# Communauté de communes de la Vallée du Golo
Die Communauté de communes de la Vallée du Golo ist ein ehemaliger französischer Gemeindeverband mit der Rechtsform einer Communauté de communes im Département Haute-Corse in der Region Korsika. Sie wurde am 1. Januar 2014 gegründet und umfasste 17 Gemeinden. Der Verwaltungssitz befand sich im Ort Morosaglia.

## Historische Entwicklung
Mit Wirkung vom 1. Januar 2017 fusionierte der Gemeindeverband mit 
- Communauté de communes di E Tre Pieve: Boziu, Mercoriu e Rogna,
- Communauté de communes du Niolu sowie
- Communauté de communes Aghja Nova

und bildete so die Nachfolgeorganisation Communauté de communes des Quatre Territoires.

## Ehemalige Mitgliedsgemeinden
1. Aiti
2. Asco
3. Cambia
4. Canavaggia
5. Carticasi
6. Castello-di-Rostino
7. Castifao
8. Castineta
9. Érone
10. Gavignano
11. Lano
12. Moltifao
13. Morosaglia
14. Rusio
15. Saliceto
16. San-Lorenzo
17. Valle-di-Rostino